# سقوط تروآ (فیلم)

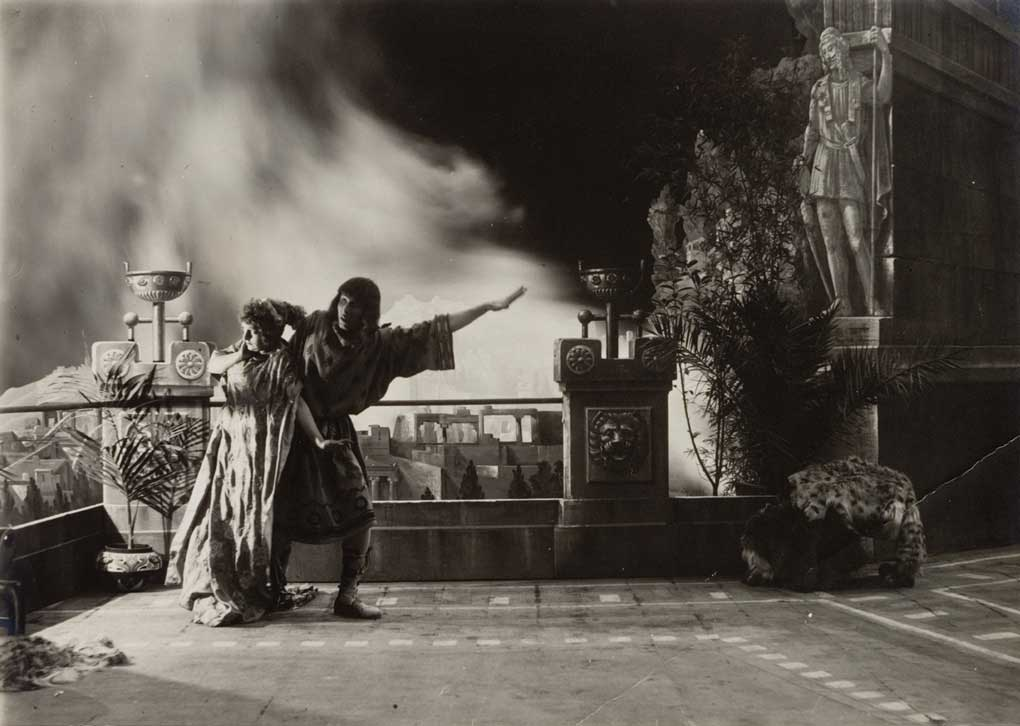
فیلم سقوط تروآ

سقوط تروآ (ایتالیایی: La caduta di Troia) یک فیلم صامت سیاه‌وسفید کوتاه محصول سینمای ایتالیا به کارگردانی جووانی پاسترونه است که در سال ۱۹۱۱ منتشر شد. از بازیگران آن می‌توان به ویکتور وینا اشاره کرد.